# Kimi Shinitamou Koto Nakare
Kimi Shinitamou Koto Nakare (君死ニタマフ事ナカレ?), sottotitolato Thou Shalt Not Die è un manga scritto da Yoko Taro e disegnato da Daisuke Moriyama. L'opera è stata serializzata da dicembre 2014 ad agosto 2020 sulla rivista Monthly Big Gangan di Square Enix ed è stata poi raccolta in dieci volumi tankōbon.

## Trama
In questo mondo molti esseri viventi hanno poteri soprannaturali e nel corso del tempo vengono riconosciuti anche dalla scienza stessa. In seguito viene creato il "Liceo delle abilità speciali", per utilizzare i poteri degli studenti a favore dei militari. Gli studenti vengono mandati in battaglia senza conoscere il significato della guerra e potrebbe portare a questi la salvezza o la morte.

## Pubblicazione
L'opera ha iniziato la pubblicazione sulla rivista Monthly Big Gangan di Square Enix dal 2014 e si è conclusa il 25 agosto 2020.